# Donji Rakovac (Maglaj)
Pour les articles homonymes, voir Donji Rakovac.
Donji Rakovac (en serbe cyrillique : Доњи Раковац) est un village de Bosnie-Herzégovine. Il est situé dans la municipalité de Maglaj, dans le canton de Zenica-Doboj et dans la fédération de Bosnie-et-Herzégovine. Selon les premiers résultats du recensement bosnien de 2013, il compte 36 habitants.
Avant la guerre de Bosnie-Herzégovine, le village faisait entièrement partie de la municipalité de Maglaj ; après la guerre, son territoire a été partiellement rattaché à la municipalité de Doboj intégrée à la république serbe de Bosnie.

## Démographie

### Évolution historique de la population
| 1948 | 1953 | 1961 | 1971 | 1981 | 1991 | 2013 |
| ---- | ---- | ---- | ---- | ---- | ---- | ---- |
| -    | -    | 831  | 699  | 673  | 578  | 36   |

|  |

### Communauté locale
En 1991, la communauté locale de Donji Rakovac comptait 681 habitants, répartis de la manière suivante :